# Bernd Kieckhäben
Bernd Kieckhäben (* 11. Februar 1990 in Worms) ist ein deutscher Sänger, Songwriter, Entertainer. Er belegte 2009 den 5. Platz der 6. Staffel der Castingshow Deutschland sucht den Superstar (DSDS).

## Leben
Kieckhäben ist in Worms geboren und aufgewachsen. Nach dem Einzug in die Liveshows bei DSDS unterbrach er seine Ausbildung als Friseur, um sich auf seine Teilnahme an den Shows zu konzentrieren. 2015 schloss er die Ausbildung erfolgreich ab. 2022 stellte er seinen langjährigen Partner Steven der Öffentlichkeit vor.

## Karriere
Als Benny Kieckhäben nahm er an der 6. Staffel der Castingshow Deutschland sucht den Superstar teil und wurde dort als „Paradiesvogel“ bezeichnet. Nach dieser Zeit ging er auf deutschlandweite Autogrammtour, trat bei verschiedenen Events auf und nahm seine erste Single Travelling auf. Es folgten die zweite Single Ein wenig Mut und weitere Auftritte.
In den Jahren 2015–2019 zog er sich aus der Öffentlichkeit zurück, um seine Ausbildung als Friseur zu beenden. Anschließend arbeitete er als Salonleiter in Worms.
In den Jahren 2019 und 2020 war Kieckhäben unter dem Künstlernamen BÈK unterwegs und veröffentlichte die Singles Instalove, Loco und Spiegel.
2020 trennte er sich von seinem damaligen Management. Seitdem tritt er unter seinem bürgerlichen Namen auf. Sein Stil hat sich verändert, er sei „erwachsen geworden“. Im Jahr 2020 erschien sein erstes Album Alles auf Anfang und die Singles Frei wie der Wind, Wunder geschehen und Sag Ja. Letztere nahm er zusammen mit Jenny Frankhauser auf. 
Kieckhäben schreibt seine eigenen Lieder und ist außerdem als Songwriter für andere Künstler tätig. Für Jenny Frankhauser schrieb er das Lied Du bist da, den Weihnachtssong Goldene Zeit sowie den Song Mein Löwe.
Am 11. Februar 2022 gab er im Lincolntheater in Worms zwei Konzerte, bei denen er sein Album Alles auf Anfang das erste Mal komplett live spielte.
Im. September 2022 eröffnete er seinen ersten eigenen Friseursalon „Friseur Berst“ in Osthofen. 2024 folgte ein zweiter Salon in Kastellaun.

## Auftritte beiDeutschland sucht den Superstar
| Show (Datum)                                                    | Lied                         | Originalinterpret             | Platzierung   |
| --------------------------------------------------------------- | ---------------------------- | ----------------------------- | ------------- |
| Top-15-Show: Jetzt oder nie (28. Februar 2009)                  | Hurt                         | Christina Aguilera            | 3,8 % (10/15) |
| Erste Mottoshow: Greatest Hits (7. März 2009)                   | So Sick                      | Ne-Yo                         | 5,7 % (8/10)  |
| Zweite Mottoshow: Geschlechtertausch (14. März 2009)            | Like a Virgin                | Madonna                       | 6,6 % (8/9)   |
| Dritte Mottoshow: Party-Hits (21. März 2009)                    | What Is Love                 | Haddaway                      | 9,4 % (7/8)   |
| Vierte Mottoshow: Sexy-Hits (4. April 2009)                     | Don’t Cha                    | Pussycat Dolls                | 8,9 % (6/7)   |
| Fünfte Mottoshow: I Love You und Aktuelle Hits (11. April 2009) | Und wenn ein Lied            | Söhne Mannheims               | 13,2 % (5/6)  |
| Fünfte Mottoshow: I Love You und Aktuelle Hits (11. April 2009) | Closer                       | Ne-Yo                         | 13,2 % (5/6)  |
| Sechste Mottoshow: Sonne und Regen (18. April 2009)             | Walking on Sunshine          | Katrina and the Waves         | 13,3 % (5/5)  |
| Sechste Mottoshow: Sonne und Regen (18. April 2009)             | When the Rain Begins to Fall | Jermaine Jackson & Pia Zadora | 13,3 % (5/5)  |

## Fernsehauftritte
Nach seiner Zeit bei der Castingshow Deutschland sucht den Superstar nahm er an Fernsehshows teil, wie z. B. Der große Führerscheintest, Das perfekte Promi-Dinner und war zu Gast bei Sendungen wie Viva TV und RTL Punkt 12.
2022 war er zu Gast bei Stern TV am Sonntag.
Am 22. Juni 2022 wurde die Pilotfolge zu dem neuen RTL2-Format Die Überraschung deines Lebens ausgestrahlt. Hier tritt er zusammen mit Jo Weil und Eric Schroth als „Glücksbringer“ auf, hilft Menschen dabei, ihre Träume zu verwirklichen, oder unterstützt Personen, die einen ihnen nahestehenden Menschen überraschen möchten.
Er war 2023 Teilnehmer der 4. Staffel von Kampf der Realitystars – Schiffbruch am Traumstrand.

## Soziales Engagement
Durch seinen damaligen Manager und guten Freund Marcus Reichel kam er zu dem Charity-Event des Bundesverband Kinderhospiz in Groß-Gerau und trat dort mehrere Jahre in Folge für den guten Zweck auf und wurde 2014 auch als Botschafter ernannt. 
Er engagiert sich außerdem für die LGBTQIA+-Szene und trat auf den Bühnen der Christopher Street Days auf: Düsseldorf (2010), Kassel (2012, 2018), Würzburg (2012, 2013), Dresden (2013), Cottbus (2013), Köln (2013) und Hamburg (2014).

## Diskografie
Alben
- 2020: Alles auf Anfang[42]

EP
- 2025: Das Leben[43]

Singles
- 2009: Travelling
- 2013: Ein wenig Mut
- 2019: Instalove[44]
- 2019: Loco (feat. Vicii)[45]
- 2019: Spiegel[46]
- 2020: Frei wie der Wind[47]
- 2021: Wunder geschehen[48]
- 2021: Sag Ja (feat. Jenny Frankhauser)[49]
- 2023: Unbeschreiblich[50]
- 2024: Gib mir deine Hand[51]
- 2024: Wo ist die Liebe hin[52]
- 2024: Du hast mich verletzt[53]
- 2024: Du bist alles[54]